# Sérgio Vieira (marcha)
Sérgio Miguel Garcia Vieira (Portimão, 20 de Fevereiro de 1976), marchador português especialista em 20 km marcha. Sérgio é irmão gémeo do também marchador João Vieira.
Desde 1990 no Clube de Natação de Rio Maior.
Em 2006, nos Campeonato Ibero-americano de Atletismo em Ponce nos 20 km marcha obtêm a Medalha de bronze.
Participou nos Jogos Olímpicos de Verão de 2008 em Pequim onde obteve um 45.º lugar em 20 km marcha. Em 2009 nos Campeonatos do Mundo de Berlim em 20 km marcha obteve um 27.º lugar.
Em 2010 foi pela 1.ª vez campeão nacional em 20 km marcha, depois nos Campeonatos da Europa na mesma prova na cidade de Barcelona ficou no 21.º lugar. 
Entre 1997 e 2014 participou em múltiplas edições da Taça do Mundo de Marcha Atlética tendo como melhor resultado um 18.º lugar.
Sérgio Vieira ganhou as edições de 2012 da Légua de Marcha de Santo António dos Cavaleiros e da Légua de Marcha de Alvaiázere.

## Recordes Pessoais
- 20 km marcha: 1 h 20 min 58 seg (Poděbrady - 1997)[1]

## Palmarés

### Campeonatos Nacionais
- (2010) Campeonato Nacional 20 km marcha (1.º lugar)
- (2012) Campeonato Nacional 20 km marcha (1.º lugar)[3]
- (2015) Campeonato Nacional 20 km marcha (1.º lugar)[4]

### Jogos Olímpicos
- (2008 - Pequim) 20 km marcha (45.º lugar)[1]

### Campeonatos do Mundo
- (2009 - Berlim) 20 km marcha (27.º lugar)[1]
- (2013 - Moscovo) 20 km marcha (40.º lugar)[1]

### Campeonatos da Europa
- (2010 - Barcelona) 20 km marcha (21.º lugar)

### Campeonatos Ibero-Americanos
- (2006 - Ponce) 20 km marcha (Medalha de bronze)

### Taça do Mundo de Marcha Atlética
- (1997 - Poděbrady) 20 km marcha (26.º lugar)[1]
- (1999 - Mézidon) 20 km marcha (41.º lugar)[1]
- (2006 - Corunha) 20 km marcha (45.º lugar)[1]
- (2008 - Cheboksary) 20 km marcha (18.º lugar)[1]
- (2010 - Chihuahua) 20 km marcha (26.º lugar)[1]
- (2014 - en:Taicang) 20 km marcha (60.º lugar)[1]